# 阿尔沙伊
阿尔沙伊（法語：Archail，法語發音：[aʁʃaj]）是法国上普罗旺斯阿尔卑斯省的一个市镇，属于迪涅莱班区。

## 地理
阿尔沙伊（44°7'17"N, 6°20'3"E）面积12.99 平方千米，位于法国普罗旺斯-阿尔卑斯-蓝色海岸大区上普罗旺斯阿尔卑斯省，该省份为法国东南部内陆省份，北起上阿尔卑斯省，西接沃克吕兹省，西北接德龙省，南至瓦尔省，东临滨海阿尔卑斯省，东北部与意大利接壤。
与阿尔沙伊接壤的市镇（或旧市镇、城区）包括：迪涅莱班、德赖克斯、马尔库、塔尔托讷。

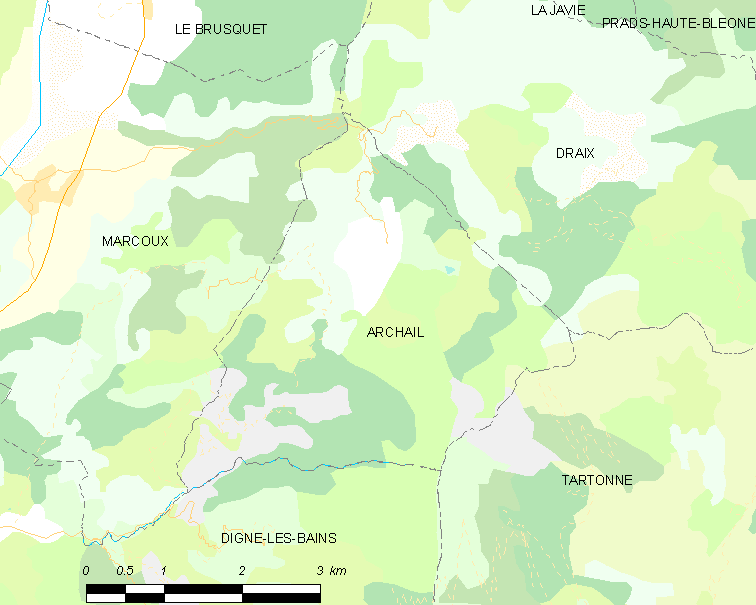
阿尔沙伊的OSM定位图

阿尔沙伊的时区为UTC+01:00、UTC+02:00（夏令时）。

## 行政
阿尔沙伊的邮政编码为04420，INSEE市镇编码为04009。

## 政治
阿尔沙伊所属的省级选区为塞讷县。

## 人口

1962-2008年间阿尔沙伊人口变化图示

阿尔沙伊于2022年1月1日时的人口数量为14人。